# Alfredo Rizzo (atleta)
Alfredo Rizzo (Milán, Italia; 1 de julio de 1933 – 7 de febrero de 2023) fue un atleta de Italia especialista en la carrera de media distancia que compitió en los Juegos Olímpicos de Roma 1960.

## Carrera

### Nacional
A nivel nacional fue tres veces campeón en la prueba de 1500 metros y 3000 metros, además de imponer siete récords nacionales en ambas distancias.

### Olímpico
Participó en la prueba de 1500 metros en Roma 1960 donde fue eliminado en la ronda clasificatoria al terminar en octavo lugar en la semifinal 2 a poco más de tres segundos de la clasificación.

## Logros
- Campeón Italiano de 3000 metros: 3

1958, 1963, 1964
- Campeón Italiano de 1500 metros: 3

1959, 1960, 1961